# Schöneck, Hessen
Schöneck är en kommun och ort i Main-Kinzig-Kreis i Regierungsbezirk Darmstadt i förbundslandet Hessen i Tyskland. Den har cirka 12 000 invånare. Kommunen bildades 31 december 1970 genom en sammanslagning av de tidigare kommunerna Büdesheim, Kilianstädten och Oberdorfelden.
I gamla källor nämns Schöneck för första gången 817.